# أنتوني باول كيلي
أنتوني باول كيلي (بالإنجليزية: Anthony Paul Kelly)‏ هو كاتب سيناريو أمريكي، ولد في 1897 في شيكاغو في الولايات المتحدة، وتوفي في 26 سبتمبر 1932 في مانهاتن في الولايات المتحدة.

## وصلات خارجية
- أنتوني باول كيلي على موقع IMDb (الإنجليزية)
- أنتوني باول كيلي على موقع ألو سيني (الفرنسية)
- أنتوني باول كيلي على موقع أول موفي (الإنجليزية)
- أنتوني باول كيلي على موقع قاعدة بيانات برودواي على الإنترنت (الإنجليزية)
- أنتوني باول كيلي على موقع قاعدة بيانات الأفلام السويدية (السويدية)
- أنتوني باول كيلي على موقع قاعدة بيانات الفيلم (الإنجليزية)
- أنتوني باول كيلي على موقع كينوبويسك (الروسية)